# Роман Аргир (10. век)
Роман Аргир (грчки: Ῥωμανός Ἀργυρός) је био византијски аристократа и зет Романа I Лакапина (919—944). Био је деда цара Романа III Аргира (1028—1034). 

## Биографија
Роман је био син угледног генерала Лава Аргира. Имао је најмање једног брата, Марјана Аргира, који је такође био на високим војним положајима. Роман је, са друге стране, остао упамћен по свом браку са Агатом, једном од кћери византијског цара Романа Лакапина (919—944). Извори се не слажу по питању времена склапања брака: историчар из 11. века, Јахја Антиохијски, тврди да се брак догодио пре него што је Роман дошао на власт, док се Теофанов Настављач не слаже са њим, наводећи да је брак склопљен 921. године. Брак је закључен како би се Лакапини, провинцијска породица неугледног порекла, повезали са једном од најмоћнијих аристократских породица, Аргирима. Роман је овим браком постао и зет Константина Порфирогенита, који је био ожењен другом ћерком Романа Лакапина, Јеленом. Његов унук био је цар Роман III Аргир (1028—1034), који је постао цар женидбом са царицом Зојом, праунуком Константина Порфирогенита.